# 月中秋実
月中 秋実（つきなか あきみ、1994年8月25日 - ）は、日本のモデルである。かつてはレースクイーンとしても活動していた。愛称は「あっきー」。

## 来歴
岩手県から上京した後、2017年にスリーライズと契約し、レースクィーンとして活動を始めた。
それからグーパーツやYOLOなどの雑誌にも出るようになった。
3年間ブランパンGTやスーパーGT、スーパーフォーミュラ、8時間耐久レースさまざまなジャンルのレースクィーンを勤めた。
現在はフリーで活動中。

## 人物
- 趣味は作曲、作詞。
- 特技は身体が柔らかく、立ちブリッジやY字バランスができる。

## 活動

### レースクイーン
- with me GAL サーキットレースクィーン（2017年、2018年）
- ブランバンGTアジアレースクィーン（2017年）
- 東京オートサロン尾林ファクトリーブース（2018年）
- スーパーGT RQsレーシングガールズ（2018年）
- 8時間耐久レースDENSOイメージガール（2018年）
- スーパー耐久 GR garage レーシングガール（2019年）
- 東京オートサロン DENSOブース（2019年）
- スーパーフォーミュラー Ｂ-MAX Racing lady（2019年）

### ラウンドガール
- SHOOT BOXINGラウンドガール「SHOOT GIRLS」（2017年11月）
- 修斗総合格闘技 ラウンドガール（2018年、2019年）

### イベント出演
- CIELO(シエロ)デザイニングカラー発売記念イベント（2017年）
- UP STYLE HAIR コレクション ヘアーショーモデル（2017年12月）
- IKURAS's AMEFES 2019 エプソムソルトイメージガール（2019年8月）
- 生駒ガラスブース キャンペンガール（2020年1月）
- BEAUTY MY SELECTION TOKYO 29 美to BE COVER GIAL AUDITION ファッションショー グランプリ（2020年9月）
- SG第67回ボートレースダービーPRイメージガール（2020年10月）

## 出演

### テレビ
- 奇跡体験!アンビリバボー（2021年5月、フジテレビ） - 再現VTR：居酒屋店員 役
- つながる絵本 for SDGs（2022年2月、BS朝日） - コーヒーを飲む女性 役
- 警視庁考察一課 第6話（2022年11月21日 、テレビ東京） - ほのか 役

### 舞台
- 「アリス～不思議の国の物語～」（2021年7月27日・28日）

### 広告
- 六本木FIVE PR（2017年11月 - ）

### 雑誌
- YOLO styly
- HOT Water表紙
- BtoBE(フリーペーパー)表紙
- グーパーツ 2018年10月号表紙